# Karl Olandersson
Karl Olandersson, född 8 augusti 1978 i Hedemora, Kopparbergs län, är en svensk jazztrumpetare. Han har jobbat som frilanstrumpetare sedan examen från Kungliga Musikhögskolan i Stockholm 2001.
2008–2011 var Karl Olandersson huvudlärare i trumpet på jazzlinjen på Kungliga Musikhögskolan men valde att sluta för att satsa enbart på spelandet.
Olandersson spelar bland annat med sin egen kvartett Karl Olandersson Kvartett (KOK), Trinity, Stockholm Swing All Stars, Walk Tall (Martin Sjöstedt), Apocalyptic Brass Collective, Stockholm Jazz Orchestra, Hacke Björksten Three Generations, Göran Strandberg Nonet, Klas Lindquist Nonet, Ronnie Gardiner Quartet, Ekdahl/Bagge Big Band (Per Ekdahl, Carl Bagge), Beat Funktion och Ann-Sofi Söderqvist Jazz Orchestra.

## Priser och utmärkelser
- 2019 – JazzBrazz-stipendiet[2]

## Diskografi
- 2003 – Introducing (Arietta ADCD 27)[3]
- 2010 – Plays Standards (Stockholm Jazz Records SJRCD 015)[4]
- 2017 – Simple as That (Stockholm Jazz Records SJRCD 030)[5][6][7]
- 2020 – Another One (Stockholm Jazz Records SJRCD 039)[8][9]
- 2021 – Walk and Talk (Stockholm Jazz Records SJRCD 041)